# Hypselobarbus thomassi
Hypselobarbus thomassi és una espècie de peix cipriniforme de la família dels ciprínids.

## Morfologia
Els mascles poden assolir els 100 cm de longitud total.

## Distribució geogràfica
Es troba a Karnataka i Kerala (Índia).